# Cernevți, Gabrovo
Cernevți (în bulgară Черневци) este un sat în comuna Gabrovo, regiunea Gabrovo,  Bulgaria. 

## Demografie
Componența etnică a satului Cernevți
     Bulgari (100%)
     Nicio identificare (0%)
     Altele (0%)
La recensământul din 2011, populația satului Cernevți era de 6 locuitori. Din punct de vedere etnic, toți locuitorii erau bulgari.